# Meuzac
Meuzac ist eine französische Gemeinde in der Region Nouvelle-Aquitaine, im Département Haute-Vienne, im Arrondissement Limoges und im Kanton Eymoutiers. Sie grenzt im Westen und im Nordwesten an Château-Chervix, im Nordosten an Magnac-Bourg und Saint-Germain-les-Belles, im Osten an Masseret, im Südosten an Benayes, im Süden an Montgibaud und im Südwesten an Coussac-Bonneval. Die Bewohner nennen sich Meuzacois.

## Bevölkerungsentwicklung
| Jahr      | 1962 | 1968 | 1975 | 1982 | 1990 | 1999 | 2008 | 2013 |
| --------- | ---- | ---- | ---- | ---- | ---- | ---- | ---- | ---- |
| Einwohner | 1101 | 1067 | 1007 | 834  | 753  | 691  | 725  | 722  |

## Sehenswürdigkeiten
- Romanische Kirche Saint-Pierre-ès-Liens

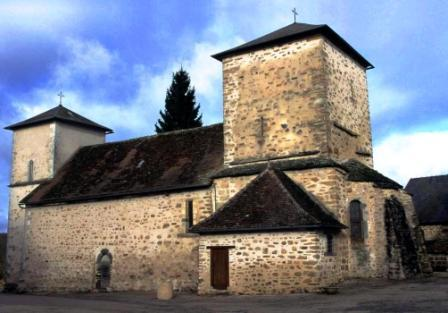
Kirche Saint-Pierre-ès-Liens

## Geschichte

### Anfänge
Bereits im 5. Jahrhundert vor unserer Zeitrechnung unterhielt der Stamm der Lemoviken einige (im Laufe der Jahrhunderte erschöpfte) Goldminen in der Region, was bis zur römischen Eroberung fortwährte.
Die deswegen entstandene gallische Ansiedlung Meuzac wurde in der römischen Kultur assimiliert, wie durch die Existenz gallo-römischer Villas, der toponymischen Namensgebung von Meuzac (Endung -acum des einstigen Ortsnamens) und der Nähe zum befestigten Castrum von Bré belegt wird. In den Zeiten der Christianisierung danach zählte das Kirchspiel Meuzac zu den ältesten frühchristlichen Gemeinden des Limousin, wie es etwa anhand des Taufbeckens in der dortigen Gemeindekirche zu ersehen ist. 
Die Stadt Maignat (Magnac), deren Burgkapelle zur Gemeindekirche wurde, war der einstigen Pfarrei von Meuzac unterstellt. Der Bischof von Limoges war Eigentümer der meisten Mietshäuser und Herrensitze im Gemeindegebiet, und seit den frühesten Zeiten der Christenheit übertrugen die wohlhabenden Herren Teile ihres Landbesitzes als Spende an das Bistum. Diese Grundherrschaft, umfassend Ländereien und Dörfer der Gemeinden Vic und Meuzac, bildete die Seigneurie Magnac (vielleicht existierte diese Seigneurie bereits bei Übertragung an das Bistum), und wurde vom Bischof von Limoges als Lehen an die Herren von Petra-Buffiera übertragen, deren Castrum sich auf dem Gebiet der heutigen Gemeinde Pierre-Buffière befand.
Der Seigneurial-Turm von Maignat und seine Nebengebäude standen in der heutigen Altstadt von Magnac-Bourg (Magnac, wie auch Bré oder Pierre-Buffière, könnten jeweilig aus einem antiken Castrum hervorgegangen sein). Der Fürst des merowingischen Castrums von Bré (Breno), hatte den Allodialbesitz über einige Dörfer in der Region und die Gerichtsbarkeit inne, frei von Pflichten gegenüber anderen (bischöflichen) Herren. Die Soldaten (milites) des Castrums waren freie Wehrbauern, die ihr Land als Lehen vom Fürst von Bré erhielten. Das Castrum Bré war bis ins Hochmittelalter hinein für die Gemeinde Meuzac bedeutend, und noch im 20. Jahrhundert wanderten Einwohner des Dorfes Bré zu den Markttagen nach Meuzac.
Ab dem Jahr 1000 erschienen auf Urkunden von Spenden an die Abteien Solignac, Aureil, Vigeois und Uzerche die Vornamen der Fürsten von Breno und Pietra-Buffiera, und der Ortsname Melzat wird im Jahr 1000 erwähnt (Silva de melzat). Diese Spenden waren besonders beim Aufbruch der Ritter aus den Geschlechtern Breno, Pietrabuffiera und ihrer jeweiligen Gefolgsleute zu den Kreuzzügen bedeutsam.
Neben den Seigneurs de Bre und de Pierrebuffière, tätigten auch ihre Verwandten und Knappen Spenden oder traten als Zeugen dafür auf. Für die Bre waren dies beispielsweise die Curvo Salice, die Valensa (so Pierre Valensa, mönchischer Ritter des Johanniter-Ordens von Jerusalem), die La Rasa und die du Dognon, deren Burg im gleichnamigen Dorf der Gemeinde Benayes stand. Für Meuzac waren dies beispielsweise die Royer und die Rouffignac. Die unter den Pierrebuffière und Bre dienenden milites waren teils von adliger Herkunft, so etwa die Bonneval, die Corbier etc.

Wappen Pierrebuffière

Wappen Bonneval

### Adelsfamilien in Meuzac bis ins 18. Jahrhundert
Die relativ armen Jousselin, aus Glanges stammend, nannten sich Sieurs de La Boulessie (in alten Kartenwerken auch: La Bobaldia oder Boèsi). Die zeitgleich lebenden Bonneval, mit Sitz auf Mimolle und Land im Dorf Courneix, hielten vor allem Pachtbesitz aus den Händen der Seigneurs de Magnac. Diese waren vermutlich ursprünglich miles des Castrums Pierre-Buffière, die, wie etwa Pierre du Dognon, auch eigene Burgen besaßen. Aus Spenden der Seigneurs de Magnac an den Bischof von Limoges entstand später die feudale Baronnie Magnac, die der Bischof als Lehen an die Petra-Buffiera und dann an die Salignac übertrug. In den bischöflichen Akten finden sich hierzu mehrere Huldigungsbezeugungen der Seigneurs de Pierrebuffière für das Château de Maignat.
Noch 1483 starb Foucaud de Pierre-Buffière als Pfarrer von Meuzac. Die Seigneurie Magnac wurde von den Pierre-Buffière jedoch an die Saint-Jal verkauft und ging sodann häufiger als Mitgift an andere Adelsfamilien über. So war Jean de Salignac, seigneur de Magnac (* 1435; † 1502), bei der Heirat mit Louise de Pierre-Buffière (* ca. 1445) bereits Herr von Magnac.
So begehrte Péronne de Salignac, dame de Magnac, um 1599 eine Grabstätte in der Kapelle des dortigen Castrums. Ihre Urenkelin Anne de La Guiche kam durch Heirat mit dem Marschall Henri de Schomberg, erneut in den Besitz der Seigneurie Magnac. Als Witwe ließ sie um 1639 bei ihrem «Chasteau de Maignat» vom Notar Jean Lansade aus Meuzac Änderungen und Umgestaltungen des Châteaus zur Errichtung einer Schmiede am künftig als Forgeneuve bezeichneten Ort protokollieren, der nochmals in Forge de La Roche umbenannt wurde. Eine weitere Eisenschmiede war zuvor 1608 durch Jehan de Bonneval und Pierre Josselin auf dem Gebiet von Chabrenas gegründet worden.
Die Tochter der Anne de La Guiche, Jeanne-Armande de Schomberg (* 1633; † 1706), heiratete Charles II. de Rohan-Guéméné (* 1633; † 1699), und zeichnete auf einer Akte über die Schmiede mit dem Titel «la duchesse de Montbazon». Einer ihrer Enkel, Louis-Constantin, genannt «le prince Louis-Constantin de Rohan», zog 1729 auf das Château de Magnac zur Verwaltung der Seigneurie, die schließlich 1786 durch Zwangsverkauf wegen Bankrotts des älteren Zweiges der Rohan-Guéméné erlosch. Die Schmiede Forgeneuve wurde 1791 an einen Sieur Toustain, aus dem Calvados, verkauft, der zudem dortige Wälder kaufte, alles zur Belieferung der französischen Marine. Die Familie Toustain behielt den Besitz über Schmiede, Wälder und andere Dörfer der Gegend bis 1905, und stellte auch Bürgermeister für die Gemeinde Meuzac.

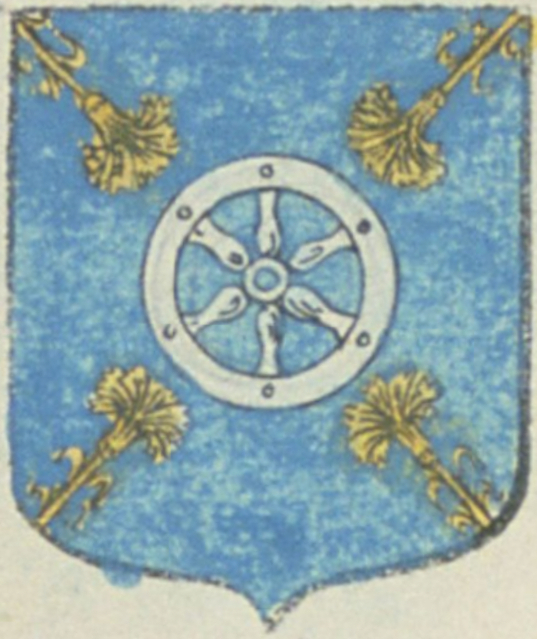
Wappen des Advokaten François Lansade (* 1666 Magnac-Bourg, † 10. Mai 1713 in Meuzac), Sieur de Royer, Conseiller du Roi in Limoges. Großvater des Dominique de Lansade (1731–1807), Seigneur de Meuzac.

Andere erwähnenswerte Familien waren die Pfarrer aus der Familie Joussineau de Fayat sowie die amtsadeligen (noblesse de robe) Notare aus der Familie de Lansade, Sieurs de Royer (Léonard Lansade, François Lansade, Jean Lansade, dessen Sohn Pierre de Lansade, Advocat im Parlement von Limoges, und die Marcelle Lansade, Gattin des Jean du Burguet, Schmiedemeister in Forgeneuve). Die in Brive-la-Gaillarde ansässigen Nachfahren (Jacques, Dominique und Anne-Marie de Lansade) verkauften 1777 ihre Güter in Meuzac an den Sieur Brandy de Lepinatz, der zum Maire von Meuzac berufen wurde, einem Cousin mütterlicherseits der Martialle Lansade. 

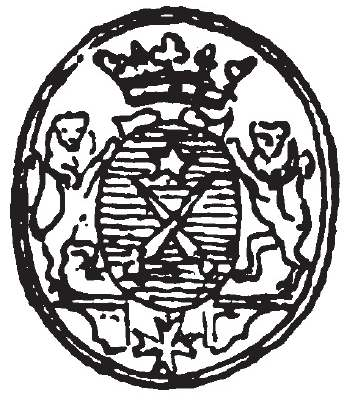
Wappen Dominique de Lansade, 1787

Beim oben erwähnten Zwangsverkauf der Seigneurie Magnac (1786–1791) kaufte der Gendarmerie-Offizier und Capitaine der Kavallerie Dominique de Lansade (1731–1807), Seigneur de Meuzac, Preissac, Lardimalie (Vicq) et Laugerie hingegen die Herrschaftsrechte über die als l'enclave de Meuzac bezeichneten Dörfer zurück (Sein Testament datiert aus dem Jahr 1775, er heiratete 1778 Louise Françoise Henriette de Cosnac, eine Tochter der Marie-Anne de Lostanges und des Daniel-Joseph, Marquis de Cosnac, und führte sodann selbst eine Marquis-Krone im Wappen).

### Die Märkte von Meuzac
Seit 1868 wurden alljährlich jeden 11. Kalendertag der Monate März, April, September und Oktober, sowie am 24. Mai, 25. Juni und 28. August Märkte von regionaler Bedeutung abgehalten. Ab 1923 fanden diese in verringerter Anzahl auf einem alten Friedhof (Saint-Roch), sodann auf Plätzen vor den Grenzen der Gemeinde statt. Heute werden immer noch monatliche Märkte jeden vierten Montag veranstaltet.